# 宝丰酒
宝丰酒是河南私企洁石实业集团旗下中华老字号宝丰酒业有限公司酿制的大曲白酒，以清香型为主，浓香型为辅。

## 历史
宝丰本地民間酿酒历史悠久，1948年6月成立地方国营宝丰县裕昌源酒厂，以当地高粱为原料，用小麦、大麦和豌豆制曲，以传统方法产酒，1989年在第五届全国白酒评比会上荣获国家金质奖，其酿造工艺于2008年被收入第二批国家级非物质文化遗产代表性项目名录。宝丰酒本为清香型白酒，但因1993年清香型白酒市场急剧萎缩，酒厂转产浓香型白酒，1996年原酒出口量全国第一，成品酒出口量河南省第一。数次改组后，国营酒厂于2006年4月被洁石实业集团收购，成为民企，并恢复清香型白酒生产。2011年，宝丰酒品牌被国家商务部认定为“中华老字号”。它也是豫酒六朵金花之一（宝丰酒、张弓酒、杜康酒、宋河粮液、仰韶酒、赊店老酒）。